# Чаластаві
Чаластаві (груз. ჭალასთავი) — село в Грузії.
За даними перепису населення 2014 року в селі проживає 168 осіб.